# Marnay-sur-Marne
Pour les articles homonymes, voir Marnay.
Marnay-sur-Marne est une commune française située dans le département de la Haute-Marne, en région Grand Est.

## Géographie

### Localisation
La commune est idéalement située au bord de la nationale à mi-chemin entre Chaumont et Langres.
Il a d'ailleurs été question d'y installer un hôpital commun pour regrouper les hôpitaux de Chaumont et Langres[Quand ?].

### Communes limitrophes
| Foulain            | Poulangy         |                     |
| Leffonds           | Marnay-sur-Marne | Vesaignes-sur-Marne |
| Villiers-sur-Suize | Faverolles       |                     |

### Hydrographie
La commune est dans la région hydrographique « la Seine de sa source au confluent de l'Oise (exclu) » au sein du bassin Seine-Normandie. Elle est drainée par le canal de la Marne a la Saone, la Marne, le ruisseau de la Combe Veutet, le ruisseau de Trimeule, le ruisseau de Val Darde et divers autres petits cours d'eau,.
Le canal de la Marne à la Saône est un canal à bief de partage au gabarit Freycinet, d'une longueur de 160 km reliant les vallées de la Marne et de la Saône, géré par les Voies navigables de France.
La Marne  prend sa source sur le plateau de Langres, dans la commune de Saints-Geosmes (Haute-Marne) et se jette dans la Seine entre Charenton-le-Pont et Alfortville (Val-de-Marne) dans le quartier de Conflans-l'Archevêque. Les caractéristiques hydrologiques de la Marne sont données par la station hydrologique située sur la commune. Le débit moyen mensuel est de 3,72 m3/s. Le débit moyen journalier maximum est de 49,1 m3/s, atteint lors de la crue du 22 janvier 2018. Le débit instantané maximal est quant à lui de 55,3 m3/s, atteint le 3 mai 2013.

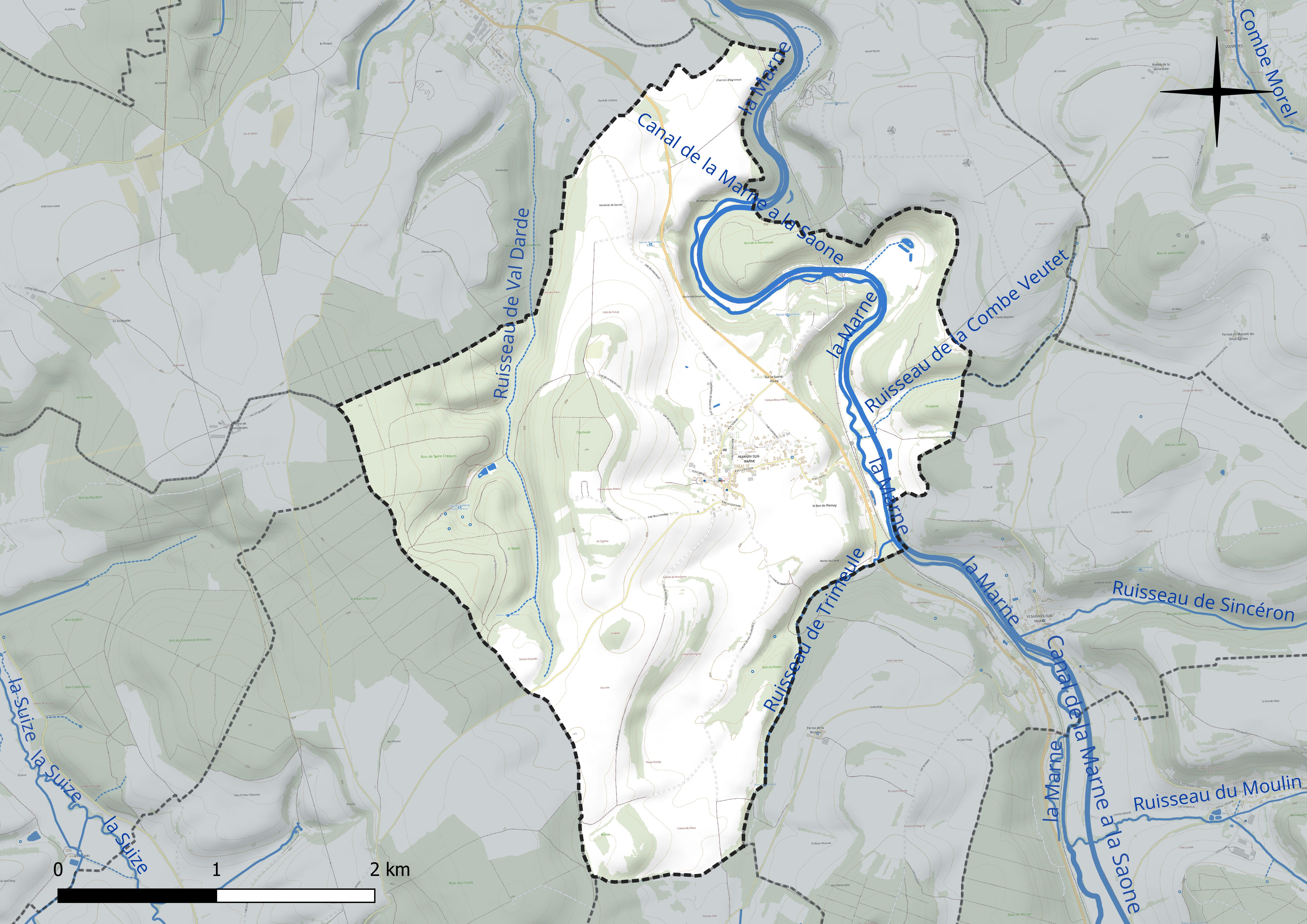
Réseau hydrographique de Marnay-sur-Marne.

### Climat
Pour des articles plus généraux, voir Climat du Grand Est et Climat de la Haute-Marne.
En 2010, le climat de la commune est de type climat de montagne, selon une étude du Centre national de la recherche scientifique s'appuyant sur une série de données couvrant la période 1971-2000. En 2020, Météo-France publie une typologie des climats de la France métropolitaine dans laquelle la commune est exposée à un climat océanique altéré et est dans la région climatique Lorraine, plateau de Langres, Morvan, caractérisée par un hiver rude (1,5 °C), des vents modérés et des brouillards fréquents en automne et hiver.
Pour la période 1971-2000, la température annuelle moyenne est de 9,6 °C, avec une amplitude thermique annuelle de 16,5 °C. Le cumul annuel moyen de précipitations est de 943 mm, avec 13,3 jours de précipitations en janvier et 9,2 jours en juillet. Pour la période 1991-2020, la température moyenne annuelle observée sur la station météorologique de Météo-France la plus proche, « Is-en-Bassigny », sur la commune d'Is-en-Bassigny à 16 km à vol d'oiseau, est de 10,0 °C et le cumul annuel moyen de précipitations est de 873,6 mm. 
La température maximale relevée sur cette station est de 38,7 °C, atteinte le 25 juillet 2019 ; la température minimale est de −19,3 °C, atteinte le 20 décembre 2009,,.
Les paramètres climatiques de la commune ont été estimés pour le milieu du siècle (2041-2070) selon différents scénarios d'émission de gaz à effet de serre à partir des nouvelles projections climatiques de référence DRIAS-2020. Ils sont consultables sur un site dédié publié par Météo-France en novembre 2022.

## Urbanisme

### Typologie
Au 1er janvier 2024, Marnay-sur-Marne est catégorisée commune rurale à habitat dispersé, selon la nouvelle grille communale de densité à sept niveaux définie par l'Insee en 2022.
Elle est située hors unité urbaine. Par ailleurs la commune fait partie de l'aire d'attraction de Chaumont, dont elle est une commune de la couronne,. Cette aire, qui regroupe 112 communes, est catégorisée dans les aires de 50 000 à moins de 200 000 habitants,.

### Occupation des sols
L'occupation des sols de la commune, telle qu'elle ressort de la base de données européenne d’occupation biophysique des sols Corine Land Cover (CLC), est marquée par l'importance des territoires agricoles (57,6 % en 2018), une proportion sensiblement équivalente à celle de 1990 (57,2 %). La répartition détaillée en 2018 est la suivante : 
terres arables (46,5 %), forêts (39,5 %), prairies (7,2 %), zones agricoles hétérogènes (3,9 %), zones urbanisées (2,9 %). L'évolution de l’occupation des sols de la commune et de ses infrastructures peut être observée sur les différentes représentations cartographiques du territoire : la carte de Cassini (XVIIIe siècle), la carte d'état-major (1820-1866) et les cartes ou photos aériennes de l'IGN pour la période actuelle (1950 à aujourd'hui).

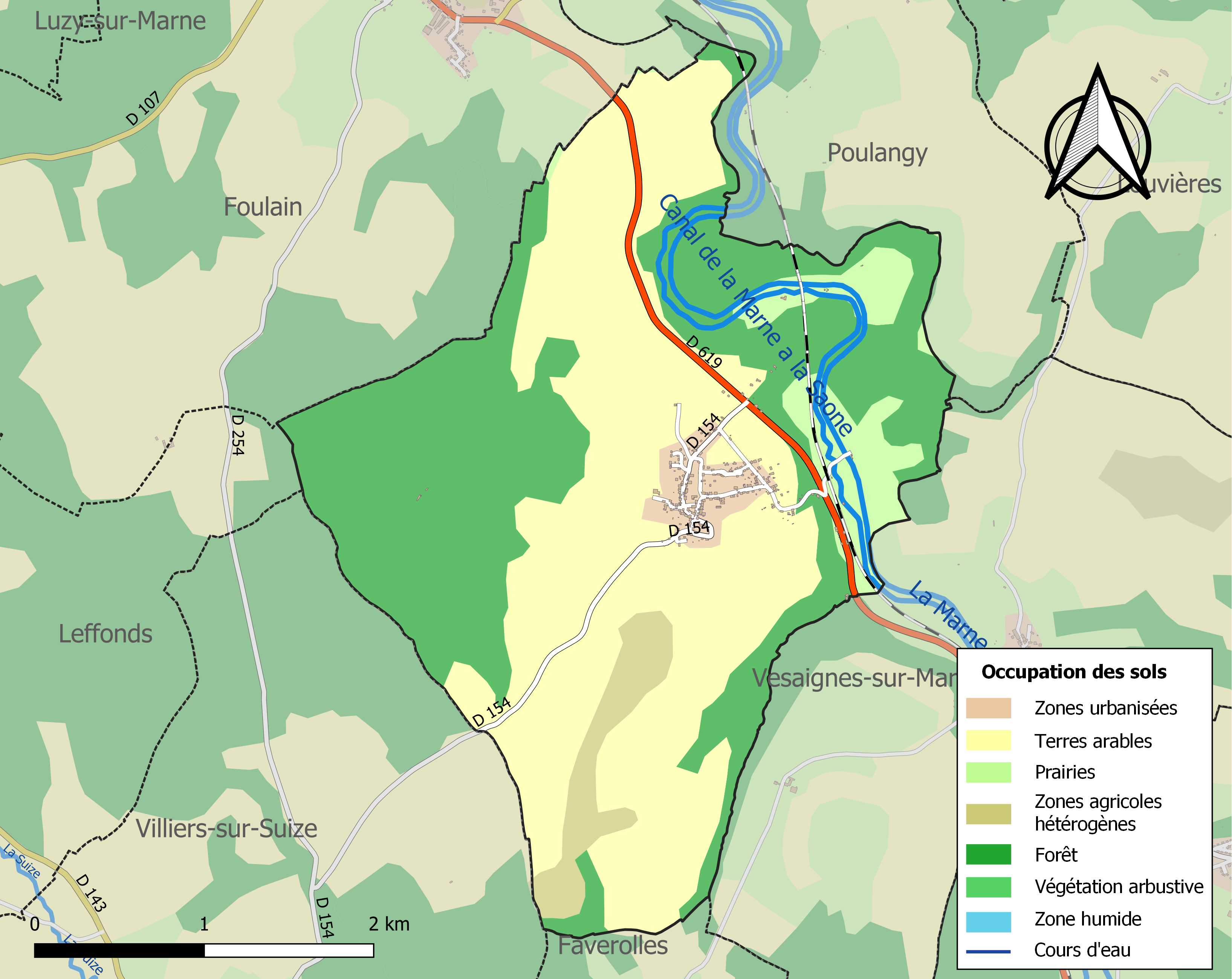
Carte des infrastructures et de l'occupation des sols de la commune en 2018 (CLC).

## Toponymie
Le nom de la localité est attesté sous les formes Marnai (1157) ; Marneium (1188) ; Marné (1244) ; Marnay, Marna (1249-1252) ; Marnaium (1264) ; Marnais (1256-1270) ; Marnayum (XIVe siècle).

L’étymologie de Marnay est « Marne » et « Nay » (cavité) qui signifie « marnière ».
La Marne est une rivière française située à l'est du Bassin parisien. Elle représente la plus longue rivière de France. C'est le principal affluent de la Seine : elle prend sa source sur le plateau de Langres, à Balesmes-sur-Marne, sur la commune de Saints-Geosmes (Haute-Marne).

## Politique et administration
| Période                                  | Période   | Identité           | Étiquette | Qualité |
| ---------------------------------------- | --------- | ------------------ | --------- | ------- |
| Les données manquantes sont à compléter. |           |                    |           |         |
|                                          | 1971      | Lucien Bablond     |           |         |
| 1971                                     | mars 2001 | Jean-Claude Piccot |           |         |
| mars 2001                                | 2007      | Yves Lemorge       |           |         |
| 2007                                     | En cours  | Stéphan Émeraux    |           |         |

## Population et société

### Démographie
L'évolution du nombre d'habitants est connue à travers les recensements de la population effectués dans la commune depuis 1793. Pour les communes de moins de 10 000 habitants, une enquête de recensement portant sur toute la population est réalisée tous les cinq ans, les populations de référence des années intermédiaires étant quant à elles estimées par interpolation ou extrapolation. Pour la commune, le premier recensement exhaustif entrant dans le cadre du nouveau dispositif a été réalisé en 2008.

En 2022, la commune comptait 333 habitants, en évolution de +5,05 % par rapport à 2016 (Haute-Marne : −4,62 %, France hors Mayotte : +2,11 %).
| 1793 | 1800 | 1806 | 1821 | 1831 | 1836 | 1841 | 1846 | 1851 |
| ---- | ---- | ---- | ---- | ---- | ---- | ---- | ---- | ---- |
| 283  | 270  | 322  | 392  | 414  | 414  | 424  | 405  | 402  |

| 1856 | 1861 | 1866 | 1872 | 1876 | 1881 | 1886 | 1891 | 1896 |
| ---- | ---- | ---- | ---- | ---- | ---- | ---- | ---- | ---- |
| 425  | 427  | 446  | 415  | 409  | 433  | 422  | 441  | 374  |

| 1901 | 1906 | 1911 | 1921 | 1926 | 1931 | 1936 | 1946 | 1954 |
| ---- | ---- | ---- | ---- | ---- | ---- | ---- | ---- | ---- |
| 317  | 319  | 290  | 246  | 245  | 203  | 175  | 186  | 209  |

| 1962 | 1968 | 1975 | 1982 | 1990 | 1999 | 2006 | 2008 | 2013 |
| ---- | ---- | ---- | ---- | ---- | ---- | ---- | ---- | ---- |
| 179  | 188  | 171  | 187  | 245  | 263  | 284  | 289  | 304  |

| 2018 | 2022 | - | - | - | - | - | - | - |
| ---- | ---- | - | - | - | - | - | - | - |
| 333  | 333  | - | - | - | - | - | - | - |

## Culture locale et patrimoine

### Lieux et monuments
- L'église Saint Martin, trois lavoirs (rue du Caron, rue de la Potesse et rue de la Fontaine).

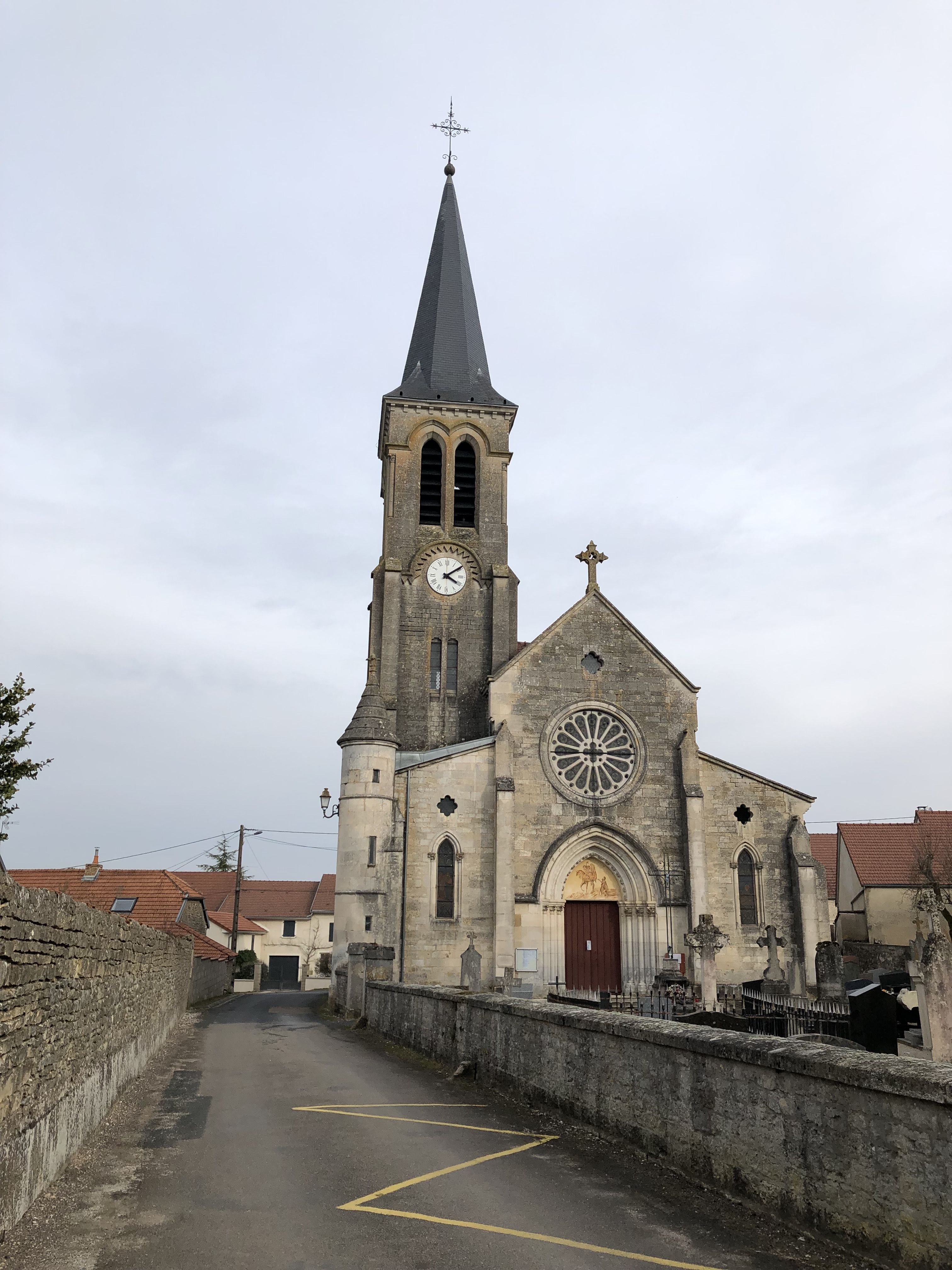
Eglise Saint-Martin

- Salle polyvalente Jean-Claude Piccot.
- Tunnel ferroviaire de Marnay, d'une longueur de 263 m mis en service en 1980.

### Personnalités liées à la commune
- Eva Son-Forget[23],[24]